# U-miz
『U-miz』（ユー・ミッズ）は、松任谷由実（ユーミン）の25枚目のオリジナルアルバム。1993年11月26日に東芝EMIからリリースされた（CD：TOCT-8250、CT：TOTT-8250）。1993年12月20日 - 1994年6月23日、『U-live』コンサートツアーが行われた。

## 解説
- タイトルは「YUMI as a kid」「Yuming's Kiz」の造語。
- このアルバムのコンセプトは特に無く、音楽に対する「サイケデリック」なものを前面に出すつもりで製作したという。また初回盤ジャケットの特徴は全面黒のプラスチックケースで包まれていて、その上にジャケットやバーコードなどのステッカーを貼っただけの、大変シンプルな造りになっている。
- シングル「真夏の夜の夢」のカップリング「風のスケッチ」（東京都TAMAらいふ21イメージソング）はこのアルバムには未収録となっている。
- 5枚目のアルバム『紅雀』初出CD盤より使用された、松任谷の顔が半分に切られたレーベル面のデザインは今作で最後となった。
- 発売後に[U-miz展]が開催された。

## 収録曲

### CD
| 全作詞・作曲: 松任谷由実。 |                                                            |            |            |                       |      |
| #                          | タイトル                                                   | 作詞       | 作曲・編曲 | 編曲                  | 時間 |
| 1.                         | 「自由への翼 -Wings For Freedom-」                         | 松任谷由実 | 松任谷由実 | 松任谷正隆            | 4:35 |
| 2.                         | 「HOZHO GOH（ホジョンゴ）」                                | 松任谷由実 | 松任谷由実 | 松任谷正隆            | 4:27 |
| 3.                         | 「真夏の夜の夢 -A Midsummer Night's Dream-」               | 松任谷由実 | 松任谷由実 | 松任谷正隆            | 5:04 |
| 4.                         | 「この愛にふりむいて -Take Back This Love-」               | 松任谷由実 | 松任谷由実 | 松任谷正隆            | 4:34 |
| 5.                         | 「XYZING XYZING」                                          | 松任谷由実 | 松任谷由実 | 松任谷正隆、Jerry Hey | 4:31 |
| 6.                         | 「11月のエイプリルフール -An April Fool In November-」     | 松任谷由実 | 松任谷由実 | 松任谷正隆、Jerry Hey | 4:39 |
| 7.                         | 「只今最前線突破中 -Breaking Through To You-」             | 松任谷由実 | 松任谷由実 | 松任谷正隆、Jerry Hey | 5:05 |
| 8.                         | 「Angel Cryin' X'mas -Angel Cryin' Xmas-」                 | 松任谷由実 | 松任谷由実 | 松任谷正隆            | 5:32 |
| 9.                         | 「July」                                                   | 松任谷由実 | 松任谷由実 | 松任谷正隆            | 5:58 |
| 10.                        | 「二人のパイレーツ -Our Beloved Pirates- (album version)」 | 松任谷由実 | 松任谷由実 | 松任谷正隆            | 3:50 |

### 楽曲解説
1. 自由への翼
あえてパット・メセニーを意識した曲調にしたという。コーラス詞：鈴木俊。
2. HOZHO GOH（ホジョンゴ）
タイトルはナバホ族の調和の取れた人生や生活を指していると言われている。ナバホ語詞：Geri Keams。
3. 真夏の夜の夢(Album Mix)
1993年TBS系ドラマ「誰にも言えない」主題歌。4年ぶりに発売されたシングル曲でミリオンヒットを記録した。公式サイトでプロモーション・ビデオを見ることが出来る。表記はされていないが、アルバム収録の際に、ドラムの響き具合やコーラスの強調など、細かくリミックスが施されている。第12回JASRAC賞 銀賞を受賞。
4. この愛にふりむいて
5. XYZING XYZING
タイトルは「ズィンズィン」と読み、アルファベットの終わりの3文字に恋の終末を重ねている。曲の内容が映像的だということでプロモーションビデオが作られており、公式YouTubeチャンネルで視聴可能。
6. 11月のエイプリルフール
1993年フジテレビ系『ビートたけしのつくり方』エンディングテーマ。同番組内で「11月のエイプリルフール」（オリジナル・カラオケ付き）の非売品CDシングルをプレゼントした。
7. 只今最前線突破中
8. Angel Cryin' X'mas
9. July
ユーミン流の「サイケデリック」な世界を念頭に書かれた。砧公園がイメージの場所である。
2018年の自薦ベストアルバム『ユーミンからの、恋のうた。』に収録された（ベストアルバム初収録）。
10. 二人のパイレーツ（album version）
1993年「キリンラガービール」CMソング[2]（出演・牧瀬里穂、永瀬ケイ）。CMで使われている物とアルバム収録のもの（松任谷正隆のピアノ演奏）とはアレンジが異なる。

## 参加ミュージシャン
- Drums：Mike Baird (#8,#9)
- Hi-Hats & Cymbals：Mike Baird (#2,#6) / 江口信夫 (#3)
- Toms：Mike Baird (#2)
- Bass：Abraham Laboriel (#6,#7) / Leland Sklar (#1,#2,#8,#9)
- Electric Guitars：Michael Landau (#1,#8,#9) / 松原正樹（#1,#8) / Paul Jackson, Jr. (#4〜#7) / 鈴木茂 (#3)
- Electric Guitar Solo：松原正樹 (#7) / Michael Landau (#8,#9) / 鈴木茂 (#3)
- Acoustic Guitar & Mandolin：吉川忠英 (#2)
- Violin：武川雅寛 (#2)
- Percussion：Michael Fisher (#1,#2,#5〜#9) / Pecker (#3)
- Trumpets：Jerry Hey、Chuck Findley (#5〜#7)
- Flugelhorns：Jerry Hey、Chuck Findley (#6,#7)
- Trombone：Bill Reichenbach (#5〜#7)
- Sax：Dan Higgins (#5〜#7)
- Sax Solo：Dan Higgins (#4, #8)
- Flute：Dan Higgins (#6,#7)
- Background Vocals：Carmen Twillie、Terry Young (#1) / Julia & Oren Waters (#1,#2,#9) / Maxine & Luther Waters (#2,#9) / Geri Keams (#2) / 松任谷由実（#1〜#9）
- Navajo Words & Talk：Geri Keams (#2)
- Sound Effect：The Matt Forger Show (#2)
- Keyboards & Programming：松任谷正隆 (#1～#9)
- Acoustic Piano & Organ：松任谷正隆（#10）
- Synthesizer Programming：山中雅文 (#1～#9)
- Synclavier Programming：本間郁雄 (#1～#9)